# Chloropsina ater
Chloropsina ater är en tvåvingeart som först beskrevs av Oswald Duda 1934.  Chloropsina ater ingår i släktet Chloropsina och familjen fritflugor. Inga underarter finns listade i Catalogue of Life.